# Potenzgesetz (Statistik)

Die empirisch ermittelte relative Häufigkeit von deutschen Städten mit der Einwohnerzahl (gelb) kann durch ein Potenzgesetz: beschrieben werden (blau). Dem liegt eine Pareto-Verteilung zugrunde.

Ein Potenzgesetz (engl. power law) beschreibt die Beziehung von zwei beobachteten Größen {\displaystyle x} und {\displaystyle y} durch eine Potenzfunktion der Form
{\displaystyle y=a\cdot x^{b}}
Eine Größe ändert sich dabei mit der Potenz der anderen Größe, unabhängig von dem Ausgangswert der beiden Größen.
Solche Funktionen kommen in der Natur häufig vor. Der Flächeninhalt eines quadratischen Grundstücks wächst mit der zweiten Potenz der Seitenlänge. Verdoppelt man die Seitenlänge, so erhält man die vierfache Fläche. Ein anderes Beispiel ist, dass die Schwerkraft mit dem Quadrat der Entfernung abnimmt. Potenzgesetze wurden auch bei der Untersuchung von Wahrscheinlichkeitsverteilungen gefunden. Ein oft genanntes Beispiel ist die Pareto-Verteilung.
Potenzgesetze gehören zu den Skalengesetzen. Sie beschreiben die Skaleninvarianz vieler natürlicher Phänomene.

## Grundlagen
Potenzgesetze werden mit Methoden der Statistik gefunden. Unter Statistik versteht man die Zusammenfassung bestimmter Methoden zur Analyse empirischer Daten. In der induktiven Statistik leitet man aus den Daten einer Stichprobe Eigenschaften einer Grundgesamtheit ab.
Potenzgesetze beschreiben polynomielle Abhängigkeiten zwischen zwei Größen {\displaystyle y} und {\displaystyle x} der Form
{\displaystyle y=a\cdot x^{b}+\dotsb }
Dabei ist {\displaystyle a} der Vorfaktor und {\displaystyle b} der Exponent des Potenzgesetzes, und die durch {\displaystyle +\dotsb } angedeuteten Zusatzterme werden als vernachlässigbar angenommen und weggelassen.
- Der Wert von {\displaystyle a} ist meist weniger relevant – man interessiert sich eher für den Exponenten des Potenzgesetzes, da dieser bestimmt, ob {\displaystyle y} mit steigendem {\displaystyle x} ab- oder zunimmt und mit welcher Geschwindigkeit. Insbesondere kann der Vorfaktor in den Exponenten integriert werden.  {\displaystyle y=a\cdot x^{b}\,} wird dazu umgeformt zu {\displaystyle y=x^{b+\log _{x}a}}.

- Ob eine gegebene Verteilung durch eine Potenzfunktion angenähert werden kann, zeigt sich bei einer doppelt-logarithmischen Auftragung: Ist der Graph der Funktion eine Gerade, so ist eine Näherung durch eine Potenzfunktion möglich. Die Steigung der Gerade ist dann ihr Exponent. Eine detaillierte Herleitung und Beispiel findet sich im Artikel Pareto-Verteilung.

- Die Pareto-Verteilung ist eine Verteilung mit schweren Rändern. Anschaulich besagt der Begriff, dass auf den „Rändern“ oder „Verteilungsenden“ der Verteilung mehr Masse liegt als beispielsweise bei der Normalverteilung.

- Das Standard-Potenzgesetzmodell braucht statistische Vervollständigung mit Einbeziehung oberer und unterer Wahrscheinlichkeitsgrenzen.[2]

## Beispiele

### Funktionale Beziehungen zwischen Eingangs- und Ausgangsgröße
- Beziehung zwischen Seitenlänge und Flächeninhalt eines Quadrats
- Stevenssche Potenzfunktion – Beziehung zwischen der menschlichen Empfindungsstärke und der Reizstärke
- Kleibers Gesetz – Beziehung zwischen Masse und Stoffwechsel von Tieren

### Wahrscheinlichkeitsverteilungen

#### Pareto-Verteilung
Die Pareto-Verteilung wurde zunächst zur Beschreibung der Einkommensverteilung Italiens verwendet. Pareto-verteilte Größen weisen das aus dem Pareto-Prinzip (auch 80-zu-20-Regel) bekannte Phänomen der Ungleichverteilung auf: Kleinere Werte sind recht häufig, große Werte hingegen sehr selten. Im Städte-Beispiel (siehe Abbildung in der Einleitung) tragen wenige Großstädte überproportional zur Gesamtbevölkerung bei.

#### Zipfsches Gesetz
Das Zipfsche Gesetz ist ein Modell, mit dessen Hilfe man bei bestimmten Größen, die in eine Rangfolge gebracht werden, deren Wert aus ihrem Rang abschätzen kann. Die vereinfachte Aussage des Zipfschen Gesetzes lautet: Wenn die Elemente einer Menge – beispielsweise die Wörter eines Textes – nach ihrer Häufigkeit geordnet werden, ist die Wahrscheinlichkeit {\displaystyle p} ihres Auftretens umgekehrt proportional zum Platz {\displaystyle n} auf der Häufigkeitsliste.

#### Netzwerktheorie

Die Gradverteilung eines Barabási-Albert-Netzwerks mit 200.000 Knoten und maximalem Grad von 882.

Potenzgesetze treten bei der Häufigkeitsverteilung von Knotengraden in skalenfreien Netzen auf. László Barabási und Réka Albert haben drei verschiedene reale Netzwerke untersucht. In allen drei Netzen fanden sie nahezu identische Potenzgesetze. Außerdem haben sie das Barabási-Albert-Modell entwickelt, das durch Anwendung der sogenannten bevorzugten Bindung den Aufbau von realen Netzen nachbildet, deren Häufigkeitsverteilungen ebenfalls einem Potenzgesetz folgen.

#### Größenverteilung von Objekten bei exponentiellem Wachstum von Anzahl und Ausdehnung
Ein Potenzgesetz der Größenverteilung ergibt sich bei exponentiellem Wachstum, wenn sowohl die Anzahl als auch die Ausdehnung der zu messenden Objekte exponentiell wächst. Die Größenverteilung der Objekte zu einem beliebigen Zeitpunkt gehorcht dann einem Potenzgesetz:
Beispielsweise sei die Anzahl von Städten zum Zeitpunkt {\displaystyle t} eine exponentiell wachsende Größe:
{\displaystyle n(t)=e^{\nu t}}
Die Ausdehnung einer zum Zeitpunkt {\displaystyle t_{i}} gegründeten Stadt zum Zeitpunkt {\displaystyle t} sei ebenso exponentiell wachsend:
{\displaystyle k_{i}=e^{\mu (t-t_{i})}\;\;\;(\in {[1,\infty [})}
Für die Ausdehnung {\displaystyle k_{i}} der Städte gilt folglich die Wahrscheinlichkeitsaussage
{\displaystyle P[k_{i}(t)<k]=P[e^{\mu (t-t_{i})}<k]}.
Durch Logarithmieren und Umformen ergibt sich daraus:
{\displaystyle P[k_{i}(t)<k]=P[\mu (t-t_{i})<\ln {k}]=P[t-t_{i}<\ln {k^{1/\mu }}]=1-P[t_{i}\leq t-\ln {k^{1/\mu }}]}
Die Wahrscheinlichkeit zum Zeitpunkt {\displaystyle t}, dass eine zufällige Stadt {\displaystyle i} vor einem gewählten Zeitpunkt {\displaystyle t_{0}} gegründet worden ist, beträgt
{\displaystyle P_{t}[t_{i}<t_{0}]={\frac {n(t_{0})}{n(t)}}={\frac {e^{\nu t_{0}}}{e^{\nu t}}}=e^{\nu (t_{0}-t)}}.
Verwendet man diese Formel für die Berechnung der Verteilungsfunktion (setze {\displaystyle t_{0}=t-\ln {k^{1/\mu }}}), so ergibt sich die Verteilungsfunktion
{\displaystyle P[k_{i}(t)<k]=1-e^{\nu (t-\ln {k^{1/\mu }}-t)}=1-e^{\ln {k^{-\nu /\mu }}}=1-{\frac {1}{k^{\nu /\mu }}}}.
Die zugehörige Wahrscheinlichkeitsdichte für die Ausdehnung (Ableitung der Verteilungsfunktion; „Größenverteilung“) ist folglich von der gesuchten Form:
{\displaystyle p(k)=a\cdot k^{-(1+\nu /\mu )}\;,\;\;\;k\in {[1,\infty [}}
das heißt mit {\displaystyle a=-1-\mu /\nu }.

#### Weitere Beispiele
- Lotkas Gesetz – Verteilung der Anzahl von wissenschaftlichen Zeitschriftenartikeln auf Autoren
- Lewis Fry Richardson – Verteilung der Anzahl von Konflikten, bezogen auf ihre Größe, gemessen an der Zahl der Opfer

## Ähnliche Verteilungen
Benoît Mandelbrot untersuchte 1961 Daten zur Einkommensverteilung in der Gesellschaft, die einem Potenzgesetz folgten. Er zeichnete für einen Vortrag ein Diagramm dazu. Auf der Vortragsreise sah er zufällig ein Diagramm zur Analyse von Preissprüngen von US-Baumwollpreisen. Er erkannte eine Ähnlichkeit zwischen beiden Diagrammen. Deshalb untersuchte er danach die historischen Daten zu US-Baumwollpreisen. Er konnte zeigen, dass die Wahrscheinlichkeitsverteilung der Preissprünge eine Lévy-Verteilung ist. Dieses Ergebnis hatte großen Einfluss auf die Entwicklung von neuen Methoden zur Risikoanalyse von Finanzinstrumenten.